# Франсоа Летексје
Франсоа Летексје (фр. François Letexier је француски фудбалски судија који суди у француској Лиги 1. Он је судија ФИФА од 2017. године и рангиран је као судија у елитној категорији УЕФА.

## Судијска каријера
Од 2016. Летексје суди утакмице у француској Лиги 1. Дана 23. јануара 2016. судио је његов први меч као судија највише дивизије између француских клубова Монпељеа и Кана. Године 2017. Лексјер је уврштен на листу ФИФА судија.
Франсоа је 23. марта 2018. први пут судио међународну утакмицу између репрезентација Бугарске и Босне и Херцеговине.
У априлу 2024. изабран је за једног од главних судија међу 19 судијских тимова који ће судити на утакмицама Европског првенства у фудбалу које ће се одржати у периоду јун-јул 2024. на фудбалским теренима Немачке.

### Европско првенство у фудбалу 2024.
| Фаза          | Датум         | Град    | Стадион          | Екипа 1  | Резултат  | Екипа 2  | Жути картон | Red card | Пенали |
| ------------- | ------------- | ------- | ---------------- | -------- | --------- | -------- | ----------- | -------- | ------ |
| Групна фаза   | 19. јун 2024. | Хамбург | Фолкспаркстадион | Хрватска | 2:2 (0:1) | Албанија | 1 - 3       | 0 - 0    | 0 - 0  |
| Групна фаза   | 25. јун 2024. | Минхен  | Алијанц арена,   | Данска   | 0:0 (0:0) | Србија   | 2 - 2       | 0 - 0    | 0 - 0  |
| Осмина финала | 30. јун 2024. | Келн    | Рајненергија     | Шпанија  | 4:1 (1:1) | Грузија  | 1 - 1       | 0 - 0    | 0 - 0  |